# Като Перистера
Като Перистера (на гръцки: Κάτω Περιστερά, до 1928 година Γεδικλή, Гедикли) е бивше село в Република Гърция, разположено на територията на дем Седес (Терми), област Централна Македония.

## География
Селото е било разположено в северозападната част на Халкидическия полуостров, в долина между планините Хортач (Хортиатис) от север и Холомонда.

## История
При избухването на Балканската война в 1912 година един човек от Гедикли е доброволец в Македоно-одринското опълчение.

## Личности
Родени в Като Перистера
- Митьо Георгиев (1892 – ?), македоно-одрински опълченец, Втора рота на Четиринадесета воденска дружина[3]